# Palm Beach Gardens
Palm Beach Gardens és una població dels Estats Units a l'estat de Florida. Segons el cens del 2009 tenia 49.868 habitants.

## Demografia
Segons el cens del 2000, Palm Beach Gardens tenia 35.058 habitants, 15.599 habitatges, i 10.217 famílies. La densitat de població era de 243,1 habitants/km².
Dels 15.599 habitatges en un 23,4% hi vivien nens de menys de 18 anys, en un 53,8% hi vivien parelles casades, en un 8,9% dones solteres, i en un 34,5% no eren unitats familiars. En el 27,7% dels habitatges hi vivien persones soles el 10,5% de les quals corresponia a persones de 65 anys o més que vivien soles. El nombre mitjà de persones vivint en cada habitatge era de 2,23 i el nombre mitjà de persones que vivien en cada família era de 2,7.
Per edats la població es repartia de la següent manera: un 18,7% tenia menys de 18 anys, un 5,1% entre 18 i 24, un 26,3% entre 25 i 44, un 28,9% de 45 a 60 i un 21,1% 65 anys o més.
L'edat mitjana era de 45 anys. Per cada 100 dones de 18 o més anys hi havia 86,4 homes.
La renda mitjana per habitatge era de 59.776 $ i la renda mitjana per família de 74.548 $. Els homes tenien una renda mitjana de 50.045 $ mentre que les dones 33.221 $. La renda per capita de la població era de 42.975 $. Entorn del 3,5% de les famílies i el 5,6% de la població estaven per davall del llindar de pobresa.

## Poblacions properes
El següent diagrama mostra les poblacions més properes.